# 라누치오 파르네세 (1509년)
라누치오 파르네세(1509년 - 1529년)는 알레산드로 파르네세와 실비아 루피니 사이에서 태어난 아들이다. 알레산드로 파르네세는 나중에 성직자가 되어 교황 바오로 3세가 되었다. 라누치오 파르네세의 형제로는 피에르 루이지 파르네세와 파올로 파르네세 그리고 코스탄차 파르네세가 있다.